# Шантелуп ле Вињ
Шантелуп ле Вињ (фр. Chanteloup-les-Vignes) је насељено место у Француској у региону Париски регион, у департману Ивлен.
По подацима из 2011. године у општини је живело 9614 становника, а густина насељености је износила 2887,09 становника/km².

## Демографија
| 1962. | 1968. | 1975. | 1982.  | 1990.  | 2011. |
| ----- | ----- | ----- | ------ | ------ | ----- |
| 1.777 | 2.075 | 4.616 | 10.297 | 10.175 | 9.614 |